# U-Bahnhof Kampstraße

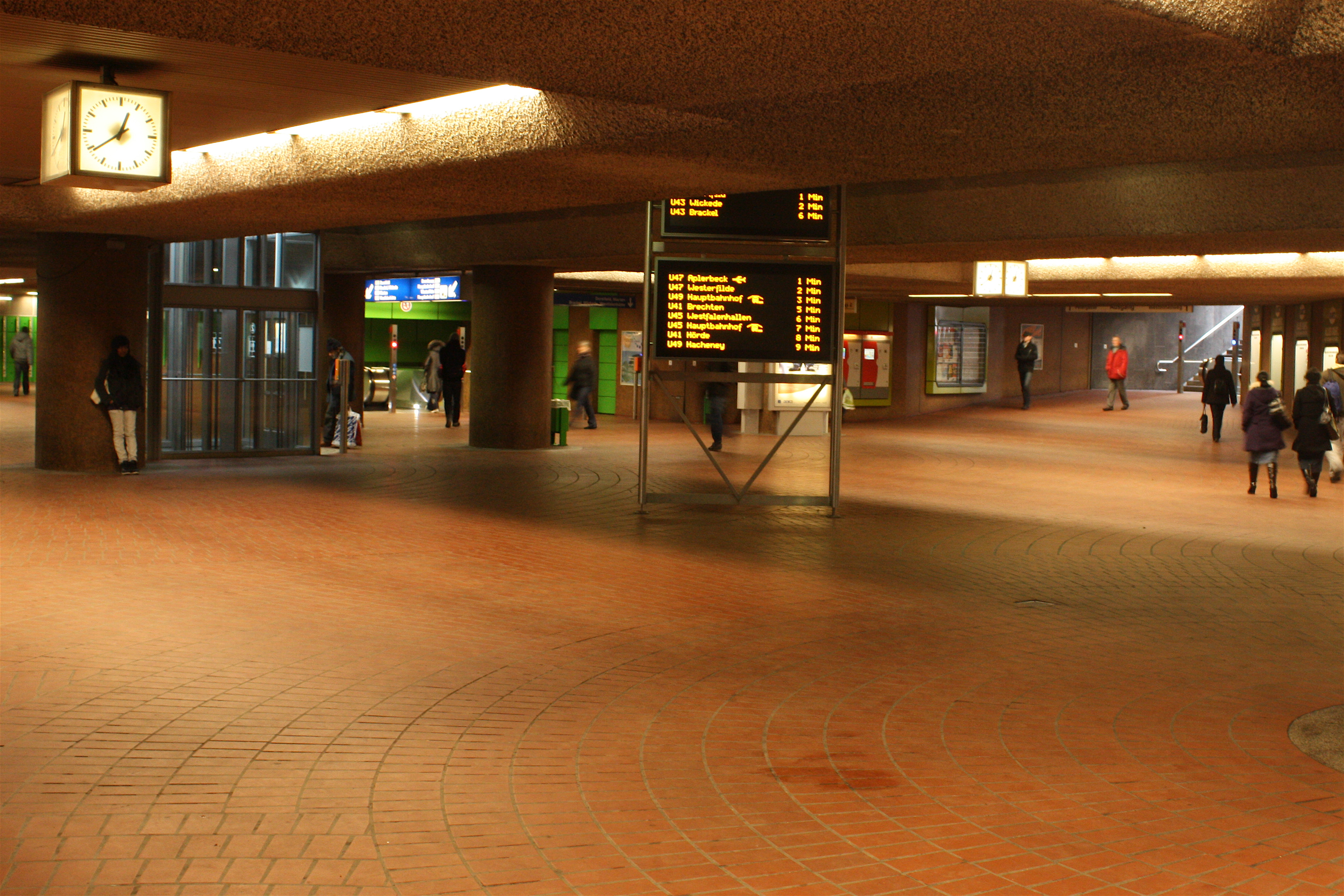
Verteilerebene

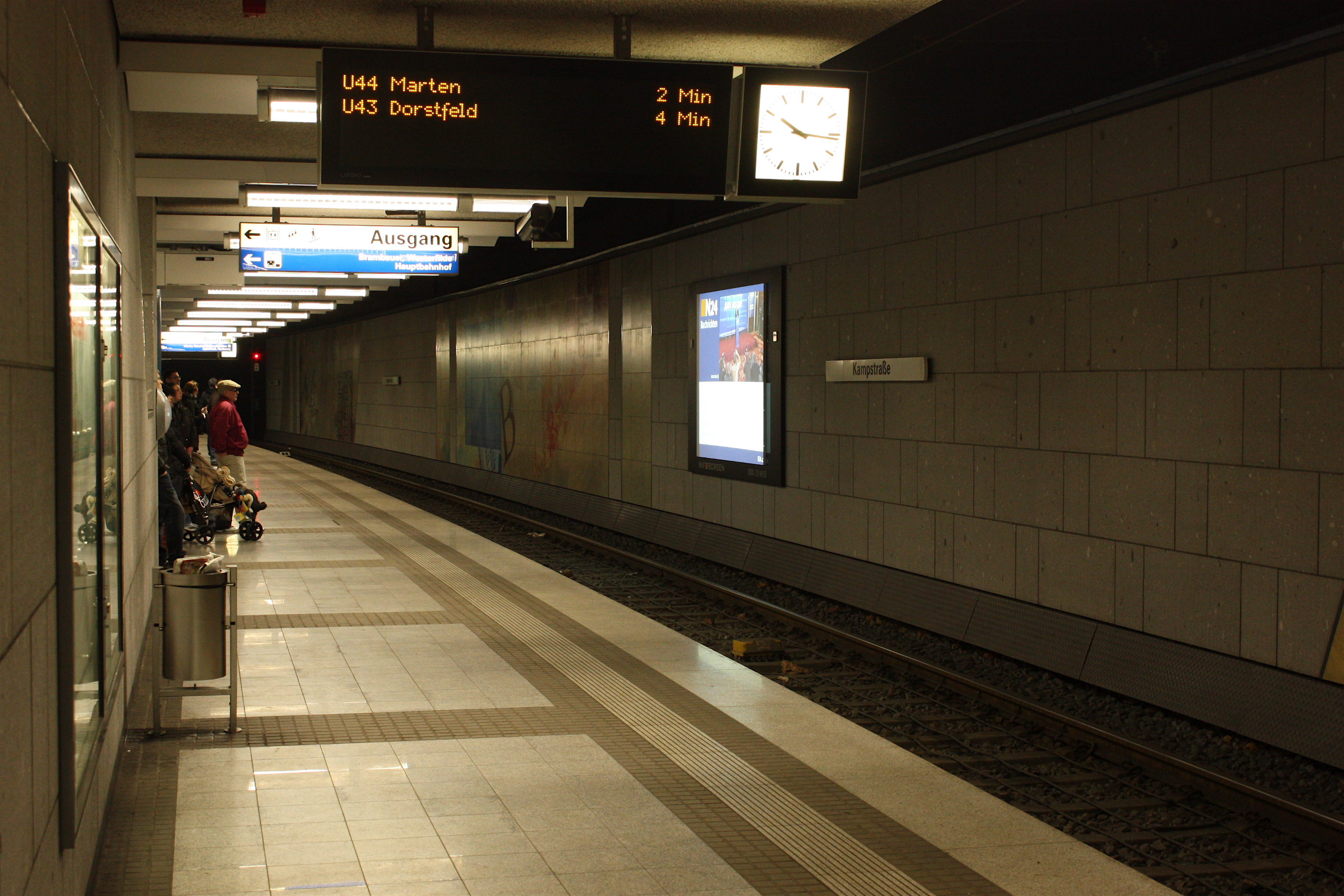
Ost-West-Bahnsteig (Linien: U43, U44)

Der U-Bahnhof Kampstraße ist als Kreuzungsbahnhof einer der drei Knotenpunkte der Dortmunder Stadtbahn.

## Lage
Der Bahnhof befindet sich dort, wo die Straße Freistuhl, an der sich unter anderem das Sparkassenhochhaus und der RWE Tower befinden, auf die namensgebende Kampstraße trifft, auf der bis zur Fertigstellung der Ost-West-Tunnelstrecke im April 2008 die Straßenbahnlinien 403 und 404 verkehrten. Von der Kampstraße sind auch die Petrikirche, der Westenhellweg und die Stadt- und Landesbibliothek zu erreichen.

## Architektur
Der U-Bahnhof wurde in offener Bauweise errichtet. Als Vorleistung errichtete man bereits die Bahnsteigebene der späteren Ost-West-Linie.
Unmittelbar unter der Oberfläche befindet sich die Verteilerebene, die neben üblicher Infrastruktur wie Fahrkartenautomaten auch einige Läden beherbergt. Das ehemals hier ansässige KundenCenter der DSW21 bzw. des VRR wurde im Oktober 2013 verlegt und befindet sich nun an der Petrikirche. Auf der nächsten Ebene werden die Linien in Nord-Süd-Richtung (Stammstrecke I) von zwei Seitenbahnsteigen bedient. An diesen haben jeweils bis zu drei Fahrzeuge vom Typ Stadtbahnwagen Typ B Platz. Darunter kreuzt die Stammstrecke III die Nord-Süd-Achse. Von einem Mittelbahnsteig können pro Fahrtrichtung jeweils zwei Stadtbahnwagen N oder Bombardier Flexity Classic bedient werden. Alle Bahnsteige und die Verteilerebene können mittels Aufzügen und Fahrtreppen von der Oberfläche erreicht werden.
Am östlichen Ende des Ost-West-Bahnsteigs befindet sich eine Verbindungsstrecke zum U-Bahnhof Brügmannplatz der zweiten Stammstrecke. Diese wird für Züge der Linie U42 benötigt, welche bei Betriebsbeginn bzw. -schluss über diese Strecke von bzw. zum Betriebshof Dorstfeld überführt werden.

## Layout
| G                   | Straße                   | Ein-/Ausgang |
| V                   | Verteilergeschoss        | Ticketautomaten |
| B1 Stammstrecke I   | Seitenbahnsteig          | Seitenbahnsteig |
| B1 Stammstrecke I   | Züge Richtung Nordwesten | ← U 41 Richtung Lünen-Brambauer Verkehrshof ← U 45 Richtung Dortmund Hauptbahnhof / Fredenbaum ← U 47 Richtung Westerfilde Bf. ← U 49 Richtung Dortmund Hauptbahnhof / Hafen (Dortmund Hauptbahnhof) |
| B1 Stammstrecke I   | Züge Richtung Südosten   | → U 41 Richtung Clarenberg → → U 45 Richtung Westfalenhallen → → U 47 Richtung Aplerbeck → → U 49 Richtung Hacheney → (Stadtgarten)                                                                  |
| B1 Stammstrecke I   | Seitenbahnsteig          | |
| B2 Stammstrecke III | Züge Richtung Westen     | ← U 43 Richtung Dorstfeld Betriebshof ← U 44 Richtung Marten, Walbertstr. (Westentor) |
| B2 Stammstrecke III | Mittelbahnsteig          | |
| B2 Stammstrecke III | Züge Richtung Osten      | → U 43 Richtung Wickede Bf. → → U 44 Richtung Westfalenhütte → (Reinoldikirche) |

## Linien
| Linie | Linienverlauf | Takt                                                       | Richtung |
| ----- | --- | ---------------------------------------------------------- | -------- |
|       | Brambauer Verkehrshof1 – Brambauer Krankenhaus – Lünen, Herrentheystraße – Dortmund, Oetringhauser Straße – Brechten Zentrum2 – Wittichstraße – Maienweg – Waldesruh – Grävingholz – Externberg – Amtsstraße – Zeche Minister Stein – Güterstraße – Fredenbaum – Immermannstraße/Klinikzentrum Nord – Lortzingstraße – U Münsterstraße – U Leopoldstraße – U Dortmund Hbf – U Kampstraße – U Stadtgarten – U DO-Stadthaus – U Markgrafenstraße – U Märkische Straße – U Karl-Liebknecht-Straße – U Willem-van-Vloten-Straße – U DO-Hörde, Bahnhof – U Dortmund, Clarenberg3 Diese Linie verkehrt auf der Stammstrecke I                  | 20 min (1–2) 10 min (2–3)                                  | U41 ↕    |
|       | DO-Dorstfeld Betriebshof1 – Wittener Straße – Ottostraße – Ofenstraße – Heinrichstraße – U Unionstraße – U Westentor2 – U Kampstraße – U Reinoldikirche – U Ostentor – Lippestraße – Funkenburg – Von-der-Tann-Straße – Berliner Straße – Am Zehnthof – Juchostraße – Rüschebrinkstraße – Pothecke – Knappschaftskrankenhaus – Oberdorfstraße – Brackel Kirche – Brackel Verwaltungsstelle – In den Börten3 – Döringhoff – Businkstraße – Asseln, Aplerbecker Straße – Am Hagedorn – Ruckebierstraße – Zugstraße – Eichwaldstraße – Bockumweg4 – Wickede Post5 – Dollersweg – DO-Wickede 6 Diese Linie verkehrt auf der Stammstrecke III | 10 min (1–2, 3–4) 3/7 bzw. 4/6 min (2–3) 20 min (4–5, 4–6) | U43 ↔    |
|       | Dortmund, Walbertstraße/Schulmuseum – DO-Marten Süd – Auf dem Brümmer – Poth – Dorstfeld Betriebshof – Wittener Straße – Ottostraße – Ofenstraße – Heinrichstraße – U Unionstraße – U Westentor2 – U Kampstraße – U Reinoldikirche – Geschwister-Scholl-Straße – Enscheder Straße – Borsigplatz – Vincenzheim – Dortmund, Westfalenhütte Diese Linie verkehrt auf der Stammstrecke III | 10 min                                                     | U44 ↔    |
|       | ( Dortmund, Fredenbaum – Immermannstraße/Klinikzentrum Nord – Lortzingstraße – U Münsterstraße – U Leopoldstraße – ) U Dortmund Hbf – U Kampstraße – U Stadtgarten – U DO-Stadthaus – U Markgrafenstraße – U Westfalenpark – Remydamm – U Westfalenhallen Diese Linie verkehrt auf der Stammstrecke I. Während der HVZ wird die Linie bis zur Haltestelle Fredenbaum verlängert. Bei Veranstaltungen wird sie ab dem/bis zum Haltepunkt Stadion eingesetzt; ab Westfalenhallen verkehrt sie weiter als U46 in Richtung Brunnenstraße. | 10 min                                                     | U45 ↕    |
|       | DO-Westerfilde – Obernette – Buschstraße – Parsevalstraße – Huckarde Bushof – Huckarde Abzweig – Insterburger Straße – Hafen – U Schützenstraße – U Leopoldstraße – U Dortmund Hbf – U Kampstraße – U Stadtgarten – U DO-Stadthaus – U Markgrafenstraße – U Märkische Straße – Kohlgartenstraße – Voßkuhle – Lübkestraße – Max-Eyth-Straße – Stadtkrone Ost – Hauptfriedhof – Allerstraße/Westfälische Klinik für Psychiatrie – Westendorfstraße – Schürbankstraße – DO-Aplerbeck Diese Linie verkehrt auf der Stammstrecke I | 10 min                                                     | U47 ↕    |
|       | ( Dortmund, Hafen – U Schützenstraße – U Leopoldstraße – ) U Dortmund Hbf – U Kampstraße – U Stadtgarten – U DO-Stadthaus – U Markgrafenstraße – U Westfalenpark – Rombergpark – DO-Hacheney Diese Linie verkehrt auf der Stammstrecke I. Während der HVZ an Schultagen wird die Linie bis zur Haltestelle Hafen verlängert | 10 min                                                     | U49 ↕    |

Ursprünglich wurde der Bahnhof Kampstraße in Nord-Süd-Richtung von den Stadtbahnlinien U41, U45, U47 und U49 bedient und bot oberirdisch eine Umsteigemöglichkeit zu den auf der Ost-West-Achse verkehrenden Straßenbahnlinien 403 und 404. Seit der Fertigstellung der Tunnelstrecke zwischen Unionstraße und Ostentor, mit der die Straßenbahnlinien durch die Stadtbahnlinien U43 und U44 ersetzt wurden, verkehren auch diese unterirdisch. Somit verbindet der U-Bahnhof sechs der insgesamt acht Dortmunder Stadtbahnlinien.
Alle vom Bahnsteig der Stammstrecke I in Richtung Norden verkehrenden Linien bedienen den Hauptbahnhof.